# Legio VI Herculia
Die Legio VI Herculia war eine Legion der spätantiken römischen Armee. Sie wurde zusammen mit der Legio V Iovia von Diokletian (284–305) vermutlich bereits zu Beginn seiner Herrschaft aufgestellt. Der Name der Legion nimmt auf den Mitkaiser Maximian Bezug, der den „Spitznamen“ Herculius trug. Das Emblem der Legion ist nicht überliefert.
Beide Legionen wurden in der neuen Provinz Pannonia secunda stationiert, die durch Aufteilung von Pannonia inferior entstanden war. Vom Garnisonsstandort Teutoburgium (bei Vukovar) aus sicherte die Legio VI Herculia das Umland der Provinzhauptstadt Sirmium (Sremska Mitrovica). Die Legion ist durch zahlreiche Ziegelstempel in der Provinz, wie z. B. in Mursa (Osijek), Bononia (Banoštor in Serbien), Cerevic und Ad Militare (Batina) belegt.
Das bedeutendste frühe und aufgrund seiner genauen Datierbarkeit sehr seltene epigraphische Zeugnis der Legion ist eine in Ad Militare geborgene Bauinschrift aus dem Jahr 307 n. Chr. Der ungarische Historiker Péter Kovács stellte die Überlegung auf, dass aufgrund dieser Inschrift das Kastell Ad Militare möglicherweise der erste Garnisonsort der Legion gewesen sein könnte.
Im frühen 5. Jahrhundert stand die Sexta Herculea unter dem Oberbefehl des Dux Pannoniae secundae ripariensis et Saviae. Fünf Kohorten, die Hauptmacht der Legion, waren unter einem Praefectus in Aureo monte („Goldener Berg“, heute Smederevo in Serbien) stationiert. Ein weiterer Praefectus befehligte einen anderen Legionsteil in Teutiburgium, während im Kastell Onagrinum ein dritter Praefectus das Kommando über eine aus der Quinta Iovia und Sexta Herculea zusammengesetzte Einheit hatte. Die Legion zählte wohl zu den Grenztruppen (Limitanei), die keine Vexillationen an das Feldheer (Comitatenses) abgegeben hat.